# مغالطة أخلاقية
المغالطة الأخلاقية هي مغالطة غير رسمية لافتراض أن جانب الطبيعة الذي يملك عواقب غير سارة اجتماعياً غير موجود. وشكله النموذجي هو «إذا كان X صحيحاً، فسوف يحدث Z»، حيث أن Z هو أمر غير مرغوب معنوياً أو اجتماعياً أو سياسياً. من المفروض مسبقاً أن الأخلاقية يجب أن تحدث بشكل طبيعي. أحياناً يتم تقديم المغالطة الأخلاقية على أنها عكس المغالطة الطبيعية. ومع ذلك، يمكن اعتبارها مختلفة عن المغالطة الطبيعية بحد ذاتها؛ ويمكن تحديد الفرق بينهما عملياً اعتماداً على نوايا من يستخدم هذه المغالطة: فتكون مغالطة طبيعية إذا أراد المستخدم تبرير الممارسات الاجتماعية القائمة بحجة أنها طبيعية؛ وتكون مغالطة أخلاقية إذا أراد المستخدم مكافحة الممارسات الاجتماعية القائمة بحجة إنكار أنها طبيعية.

## أمثلة
كتب ستيفن بينكر أن «المغالطة الطبيعية هي فكرة أن ما يوجد في الطبيعة جيد. لقد كان الأساس للداروينية الاجتماعية، الاعتقاد بأن مساعدة الفقراء والمرضى ستعيق طريق التطور –الذي يعتمد على البقاء للأصلح- واليوم، يدين علماء الأحياء المغالطة الطبيعية لأنهم يريدون وصف العالم الطبيعي بأمانة، دون أن يستنبط الناس الأخلاقيات الخاصة بالطريقة التي يجب أن نتصرف بها (كما في: إذا كانت الطيور والحيوانات تمارس الجنس أو تقتل الأطفال أو تأكل لحوم البشر، فيجب أن تكون موافقاً لذلك).»
ويستمر بينكر في شرح أن «المغالطة الأخلاقية هي أن ما هو جيد موجود في الطبيعة. إنّها تكمن وراء العلم السيئ في مؤديي الأصوات والمعلقين في الأفلام الوثائقية الخاصة بالطبيعة كـ: الأسود تقوم بالقتل الرحيم للمرضى والضعفاء، والفئران لا تشعر بأي ألم عندما تأكلها القطط، وتقوم خنافس الروث بإعادة تدوير الروث لصالح النظام البيئي، وما إلى ذلك. كما أنها تكمن وراء الاعتقاد الرومانسي بأن البشر لا يمكنهم إيواء رغباتهم في القتل أو الاغتصاب أو الكذب أو السرقة لأن ذلك سيكون أمراً سيئاً جدا على الحالة النفسيةً أو قد يكون رجعيّاً.»

## المغالطة الأخلاقية
- الحرب مدمّرة ومأساوية، وبالتالي فهي ليست ذات طبيعة إنسانية.
- أكل اللحوم يؤذي الحيوانات والبيئة، لذلك لا أحد لديه استعمال فيزيولوجي لذلك.
- يجب منح الرجال والنساء فرصاً متساوية، وبالتالي يمكن للنساء والرجال فعل كل شيء على قدم المساواة.
- الخيانة أمر غير أخلاقي، ولذا فمن غير الطبيعي أن تشعر بالرغبة بلآخرين عندما تكون منخرط في علاقة.
- يجب أن يكون للقرص الذي أتناوله تأثيرات علاجية عليّ، ولذلك سوف يكون له آثار علاجية عليّ.

## المغالطة الطبيعية
- يجب السماح بالحرب لأن العنف البشري غريزي.
- النباتيون حمقى، لأن البشر أكلوا اللحوم منذ آلاف السنين.
- لا ينبغي أن يكون للرجال والنساء نفس الأدوار في المجتمع لأن الرجال لديهم كتلة عضلية أكبر في حين أن المرأة أن تقوم بالولادة على عكس الرجال.
- ممارسة الجنس أمر مقبول لأن البشر يمكنهم بطبيعة الحال أن يحصلوا على مزيد من الشركاء الجنسيين.

## التأثير على العلم والمجتمع
في بعض الأحيان تُرفض النتائج أو التفسيرات العلمية الأساسية أو يتم الاعتراض عليها من خلال التأكيدات على سوء الاستعمال أو الضرر المحتمل.
في أواخر السبعينيات من القرن الماضي، ورداً على الدعوات السياسية والعامة المتنامية لتقييد البحث الأساسي (ضد البحوث التطبيقية)، وسط انتقادات المعرفة الخطيرة (ضد التطبيقات الخطرة)، قام برنارد ديفيز باستعمال مصطلح المغالطة الأخلاقية بالشكل المستعمل في يومنا هذا.
(استعمل المصطلح منذ عام،1957 على الأقل بالنسبة للبعض عندما يكون الاستيراد مختلفاً).
في العلوم الطبيعية، يمكن أن تؤدي المغالطة الأخلاقية إلى رفض أو قمع العلوم الأساسية، التي تهدف إلى فهم العالم الطبيعي بسبب سوء استخدامها المحتمل في العلوم التطبيقية، والتي تهدف إلى تطوير التكنولوجيا والتقانة. هذا يطمس التقييم العلمي الذي تمّت مناقشته في العلوم الطبيعية (مثل الفيزياء أو البيولوجيا)، على حساب تقييم الأهمية الذي تم تقييمه في العلوم الاجتماعية (مثل علم النفس الاجتماعي وعلم الاجتماع والعلوم السياسية)، أو في العلوم السلوكية (مثل علم النفس).
أكّد ديفيز أنّه في العلوم الأساسية، تعتبر القدرة الوصفية والتفسيرية أو ما يعرف بالقدرة التنبؤية للمعلومات أمراً أساسياً، حيث لا يمكن ضمان المعرفة على الرغم من سوء الاستخدام، وسوء الاستخدام لا يمكنه تزييف المعرفة. يمكن أن يكون لكل من سوء استعمال العمل العلمي وقمع المعرفة العلمية آثار غير مرغوب بها. وعلى الرغم من ذلك، فإنه بدون فيزياء الكم في أوائل القرن العشرين لكان الكثير من تكنولوجيا الاتصالات والتصوير أمراً مستحيلاً.
يمكن التخلص من النظريات العلمية بمساعدة بحث علمي وفير المعلومات في المناقشات العامة، حيث الاتفاق العام هو المركزية، ولكن يمكن أن يكون هذا خاطئ تماماً. ومع ذلك، يمكن إعاقة التزام العلماء الأساسيين بإبلاغ المتلقّين بتناقض الادّعاءات الواردة من الآخرين سواء من خلال التنبيه الشديد أو التأكيدات على حماية المتلقّين. أشار ديفيز إلى أن التعارف الأكثر وضوحاً حول استخدام المغالطة الأخلاقية وقيود العلوم يمكن أن يمنع إساءة استخدام المعرفة أو الأذى بشكل أكثر فعالية.
يمكن للعلوم الطبيعية أن تساعد البشر على فهم العالم الطبيعي، لكنها لا تستطيع اتخاذ قرارات سياسية أو أخلاقية أو سلوكية. تتم معالجة الأسئلة التي تنطوي على قيم بشكل أكثر فعالية من خلال الخطابات في العلوم الاجتماعية، وليس عن طريق تقييد العلوم الأساسية. أدّى سوء فهم إمكانات العلم والتوقعات الخاطئة إلى معوقات أخلاقية في كيفية صناعة القرار، وقمع العلم على الأرجح لن يحل هذه المشكلات.

## بيان إشبيلية حول العنف
تمّ اعتماد بيان إشبيلية حول العنف في مدينة إشبيلية الإسبانبة بتاريخ 16 مايو عام 1986؛ وذلك من خلال اجتماع دولي للعلماء تم عقده من قبل اللجنة الوطنية الإسبانية لليونسكو. اعتمدت اليونسكو البيان في الدورة الخامسة والعشرين لمؤتمرها العام في 16 تشرين الثاني 1989. ويُزعم أن البيان يدحض «فكرة أن العنف البشري المنظم أمر محدّد بيولوجيّاً بشكل مسبق».
انتقد بعض العلماء والمفكرين –بمن فيهم ستيفن بينكر-  بيان إشبيلية، واعتبروها نوع من المغالطات الأخلاقية. تشير الأبحاث في مجالات علم النفس التطوري وعلم النفس العصبي إلى أن العنف البشري له جذور بيولوجية.